# 1984年の中日ドラゴンズ
1984年の中日ドラゴンズ（1984ねんのちゅうにちドラゴンズ）では、1984年の中日ドラゴンズの動向をまとめる。
この年の中日ドラゴンズは、山内一弘監督の1年目のシーズンである。

## 概要
地元出身の山内監督が就任したこの年、チームは前年優勝の巨人が開幕ダッシュに失敗し代わって前年2位の広島が12連勝でスタートダッシュに成功すると、それを追いかける展開が続いた。5月以降は鈴木孝政・小松辰雄など投手陣の健闘、前年本塁打王の大島康徳や3割常連の田尾安志、4番のベテラン谷沢健一など打撃陣が打ちまくって広島とのゲーム差を詰めていき、6月29日の大洋戦では毎回得点の22対7で勝つなど打線好調で6月下旬から7連勝し、前半戦の後半で広島から首位を奪取。巨人には第2戦から同一カードで14連勝（最終的に17勝8敗1分）するなど、ペナント前半を首位で折り返したチームだが、9月に入ると2番の平野謙が死球を受けて離脱し小松も不調、さらにエースの郭源治が9月は1勝もできないなど誤算が続出。結局カモにしたはずの巨人には後半から負けが込み、投打のバランスが取れた広島に首位を奪われたチームは僅差の争いを制すことができず直接対決を8勝15敗3分と負け越し、1975年以来の2位に終わった。投手陣はこの年から先発に専念した小松や鈴木や郭、都裕次郎が2ケタ勝利をあげ守護神の牛島和彦も健在だった。打撃陣は遊撃手の宇野勝が8月に月間15本塁打の荒稼ぎで阪神・掛布雅之と本塁打王を分け合ったほか、大島・田尾・谷沢やケン・モッカなどもそれなりの成績を残しチーム本塁打は191本で1位だったが、失策も多く目立ちリーグ最下位の107失策を記録した。

## チーム成績

### レギュラーシーズン
| 順位 | 4月終了時 | 4月終了時 | 5月終了時 | 5月終了時 | 6月終了時 | 6月終了時 | 7月終了時 | 7月終了時 | 8月終了時 | 8月終了時 | 最終成績 | 最終成績 |
| ---- | --------- | --------- | --------- | --------- | --------- | --------- | --------- | --------- | --------- | --------- | -------- | -------- |
| 1位  | 広島      | --        | 広島      | --        | 広島      | --        | 中日      | --        | 中日      | --        | 広島     | --       |
| 2位  | 中日      | 5.0       | 中日      | 0.5       | 中日      | 0.5       | 広島      | 1.0       | 広島      | 1.0       | 中日     | 3.0      |
| 3位  | 阪神      | 6.0       | 阪神      | 5.5       | 巨人      | 9.5       | 巨人      | 9.0       | 巨人      | 9.5       | 巨人     | 8.5      |
| 4位  | 大洋      | 7.5       | 大洋      | 8.0       | 阪神      | 10.5      | 阪神      | 11.0      | 阪神      | 18.5      | 阪神     | 23.0     |
| 5位  | 巨人      | 8.5       | 巨人      | 8.0       | 大洋      | 14.5      | 大洋      | 20.0      | ヤクルト  | 21.5      | ヤクルト | 25.0     |
| 6位  | ヤクルト  | 9.0       | ヤクルト  | 14.0      | ヤクルト  | 19.0      | ヤクルト  | 22.0      | 大洋      | 24.5      | 大洋     | 30.5     |

| 順位 | 球団               | 勝 | 敗 | 分 | 勝率 | 差   |
| 1位  | 広島東洋カープ     | 75 | 45 | 10 | .625 | 優勝 |
| 2位  | 中日ドラゴンズ     | 73 | 49 | 8  | .598 | 3.0  |
| 3位  | 読売ジャイアンツ   | 67 | 54 | 9  | .554 | 8.5  |
| 4位  | 阪神タイガース     | 53 | 69 | 8  | .434 | 23.0 |
| 5位  | ヤクルトスワローズ | 51 | 71 | 8  | .418 | 25.0 |
| 6位  | 横浜大洋ホエールズ | 46 | 77 | 7  | .374 | 30.5 |

## オールスターゲーム
| ポジション | 名前     | 選出回数 |
| ---------- | -------- | -------- |
| 投手       | 鈴木孝政 | 5        |
| 投手       | 郭源治   | 2        |
| 捕手       | 中尾孝義 | 2        |
| 内野手     | 谷沢健一 | 9        |
| 外野手     | 田尾安志 | 5        |
| 外野手     | 大島康徳 | 4        |

## できごと

### 4月
- 4月22日 - 大島康徳が対巨人戦（後楽園）で通算1500試合出場[2]。

### 6月
- 6月21日 - 大島康徳が対ヤクルト戦（ナゴヤ）で通算250号本塁打[2]。

### 8月
- 8月7日 - 田尾安志が対大洋戦（横浜）で通算1000本安打[2]。
- 8月14日 - 宇野勝が対大洋戦（ナゴヤ）でセ・リーグタイ記録の10試合連続打点[2]。

### 10月
- 10月3日・5日 - 本塁打王を争う宇野勝と阪神の掛布雅之に対し、3日ナゴヤと5日甲子園の2試合に渡り敬遠合戦を展開、両者とも10打席連続敬遠を記録。

## 表彰選手
| リーグ・リーダー | リーグ・リーダー | リーグ・リーダー | リーグ・リーダー |
| 選手名           | タイトル         | 成績             | 回数             |
| ---------------- | ---------------- | ---------------- | ---------------- |
| 宇野勝           | 本塁打王         | 37本             | 初受賞           |
| 谷沢健一         | 最多安打         | 166本            | 初受賞           |
| 谷沢健一         | 最多出塁数       | 231個            | 初受賞           |
| 田尾安志         | 最多安打         | 166本            | 3年連続3度目     |
| その他           |                  |                  |                  |
| 選手名           | タイトル         | タイトル         | タイトル         |
| 鈴木孝政         | カムバック賞     | カムバック賞     | カムバック賞     |

| ベストナイン         | ベストナイン | ベストナイン |
| 選手名               | ポジション   | 回数         |
| -------------------- | ------------ | ------------ |
| 谷沢健一             | 一塁手       | 3年連続4度目 |
| 宇野勝               | 遊撃手       | 2年ぶり2度目 |
| ダイヤモンドクラブ賞 |              |              |
| 選出なし             |              |              |

## ドラフト
| 順位 | 選手名   | ポジション | 所属         | 結果 |
| ---- | -------- | ---------- | ------------ | ---- |
| 1位  | 中村武志 | 捕手       | 京都・花園高 | 入団 |
| 2位  | 川畑泰博 | 投手       | 洲本高       | 入団 |
| 3位  | 古川利行 | 投手       | 日本鋼管     | 入団 |
| 4位  | 江本晃一 | 投手       | 上宮高       | 入団 |
| 5位  | 米村明   | 投手       | 河合楽器     | 入団 |
| 6位  | 神山一義 | 外野手     | 横浜高       | 入団 |

- 後に正捕手となりチームを支えることとなる中村武志を獲得した。